# Sigvart Urne Rosenvinge
Sigvart Urne Rosenvinge (28. april 1758 på Bubelgård, Indslev Sogn på Fyn – 9. september 1820 i København) var en dansk søofficer.

## Karriere
Han var søn af oberstløjtnant Hans Vilhelm Rosenvinge (28. marts 1716 – 26. marts 1776) og Edel Margrethe f. Gersdorff (30. januar 1733 – 19. november 1804), blev sekondløjtnant i Marinen 1779, premierløjtnant 1789, kaptajnløjtnant 1790, kaptajn 1799, kommandørkaptajn 1809 og kommandør 1812.
1771 blev han udnævnt til page, men udtrådte kort tid efter for at blive kadet; straks efter sin udnævnelse til officer foretog han 1781-90 en del togter med marinens skibe. 1780–82 var han med orlogsskibet Wagrien i Ostindien, og 1784 var han medstifter af Søe-Lieutenant-Selskabet. 1785 ansattes han som interims-ekvipagemester, rejste 1791-93 til England for at studere takkelvæsenet, i hvilket fag han i årenes løb erhvervede sig en betydelig erfaring og dygtighed, og hvori han har gjort sig bekendt som forfatter. Ved sin hjemkomst indtrådte Rosenvinge i Konstruktions- og Reguleringskommissionen, året efter ansattes han som ekvipagemester på Gammelholm, 1798 blev han medlem af Københavns Havnekommission, 1808 overtog han tillige stillingen som takkelmester, hvilket embede han beklædte lige til sin død.

## Under Napoleonskrigene
Ved 2 lejligheder har Rosenvinge spillet en fremtrædende rolle i marinens historie. Første gang var 1807, da Englænderne røvede den danske flåde; det blev da Rosenvinges sørgelige hverv at udlevere dennes materiel, efter at overekvipagemesteren, daværende kommandør Ole Andreas Kierulff, havde bedt sig fritaget derfor. Til trods for sit ry som en ualmindelig hæderlig og samvittighedsfuld Officer beskyldtes han herunder af den engelske befuldmægtigede, Sir Home Popham, for at ville gå illoyalt til værks. Rosenvinge udfordrede Sir Home, men striden bilagdes dog, og Rosenvinge fik en æreserklæring af sin modpart. Anden gang var året efter (1808), da det bestemtes, at den danske marine af sit overflødige personel skulle besætte 2 af de franske linjeskibe, henhørende til Scheldeflåden. Ved denne lejlighed blev Rosenvinge udset til den ældste chefspost. Den konduite og besindighed, der ellers hidtil havde karakteriseret ham, svigtede dog her; ganske vist gav forholdene ham anledning til utilfredshed, thi både var skibene dårlige, mandskabets forplejning mangelfuld og tjenesten ubillig hård, men de franske myndigheder havde dog tydeligt tilkendegivet, at de ønskede at komme de danskes ønsker i møde. Ikke desto mindre vedblev Rosenvinge at beklage sig både til Kollegiet hjemme og til den franske marineminister, så stærkt, at Napoleons tålmodighed omsider brast. 28. januar 1809 blev da såvel Rosenvinge som hans kollega baron Hans Holsten uformodet arresteret og afsat samt nogen tid efter hjemsendt. Det var ikke langt fra, at de danske besætninger havde gjort mytteri, men dette undgikkes dog ved hans eftermands, Jost van Dockums, faste og kloge optræden. Han døde 9. september 1820. 1809 var han blevet Ridder af Dannebrog.
1817-18 udgav Rosenvinge to gode håndbøger: Veiledning til Takkelasens Fart og Paalægning og en vejledning i udførelsen af en del af Holmens arbejde. Disse bøger anvendtes så længe, vi havde skibe med sejlrejsning, og indbragte ham en kgl. anerkendelse.

## Familie
Rosenvinge var 2 gange gift: 1. gang (1792) med Nicoline f. Stephansen (døbt 27. november 1767 – 9. december 1792), datter af justitsråd, brygger Laurids Nyland Stephansen (1737-1807) og Anna f. Sigerslev, 2. gang (1796) med Johanne Marie f. Lakjer (1767 – 12. september 1818), datter af sognepræst Peder Baggesen Lakjer (1732-1820) og Lucie Thomine f. Borthig (1733-1814).
Han er begravet på Holmens Kirkegård. Der findes en silhouet af Rosenvinge klippet af J.C. Weitland